# Andor Arató
Andor Arató (Andreas Ackermann; * 9. Dezember 1887 in Lugos, Königreich Ungarn, Österreich-Ungarn; † 31. März 1964) war ein rumäniendeutscher Kirchenmusiker und Komponist.

## Leben
Der im damals ungarischen Lugos geborene Arató wurde 1921 Kantor und Lehrer in Hatzfeld. 1926 kehrte er in seine Heimatstadt zurück, wo er mit einer Unterbrechung bis 1959 als Kantor wirkte. Er gründete hier den Kirchenchor Jubilate und veranstaltete regelmäßige Kirchenkonzerte und Motettenaufführungen; so wurde z. B. 1933 Bernard Mettenleiters Passionsmusik Die letzten Worte Jesu am Kreuze aufgeführt. 
1933 veröffentlichte Arató für die katholische Gemeinde von Lugoj das deutschsprachige Kirchengesangbuch Frohlocket dem Herrn!, das bis in die Gegenwart in Gebrauch ist. Als Komponist trat er mit Kirchenliedern und kirchenmusikalischen Werken wie der Studentenmesse, Ave Maria klare, Meditabor, O Schöpfer aller Herrlichkeit, In dem schönen Blumengarten, Wir deiner Kirche Glieder, Christi Mutter stand in Schmerzen, Heilige Anna Hoffnungsstern, Singt vereint, Ave maris stella, Prostrati ante thronum (1932), A béke királynöjéhez (Der Friedenskönigin, für Sopran, Alt und Orgel), Vor der Trauung (1955) und Mária, Mária sírva jövünk hozzád (1955) hervor. Das Chorwerk Libera me domine wurde bis 1988 jährlich zu Allerseelen in Lugoj aufgeführt.